# Retrat dels quatre tetrarques

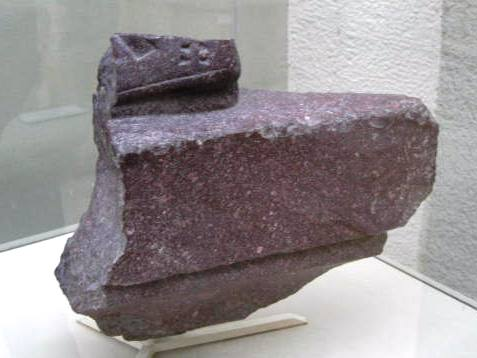
Part que manca del taló, conservada al Museu Arqueològic d'Istanbul

El Retrat dels quatre tetrarques és un grup escultòric de pòrfir de quatre emperadors romans que data del voltant de l'any 300. És una de les obres d'art més característiques del Baix Imperi romà. El grup escultòric ha estat fixat en un cantó de la façana de la Basílica de Sant Marc de Venècia, a l'estat italià, des de l'edat mitjana. Degué formar part de les decoracions del Philadelphion de Constantinoble i el traslladaren a Venècia el 1204 o poc després.
Foren Spolia de la Quarta croada: les estàtues s'havien dissenyat com dues escultures separades, i cadascuna constava d'un parell d'emperadors romans tardans amb armadura, que s'abracen. Les figures aparellades s'alcen sobre plints recolzats per una mènsula de la mateixa pedra, i tenen l'esquena encaixada a les restes de grans columnes de pòrfir a les quals alguna vegada estigueren adossades, tallades totes d'una peça. Les columnes ja no existeixen pas, i a un parell d'emperadors els manca una part del pedestal i d'un peu, que aparegué a Istanbul. Un parell d'estàtues ha estat tallades verticalment i manca una gran part del costat dret de l'emperador de la dreta, mentre que un altre tall vertical divideix les dues figures i els ha tallat el braç.
El Retrat dels quatre tetrarques representa els quatre governants de l'imperi instituït per l'emperador Dioclecià, la primera tetrarquia. Va nomenar com a coaugust Maximià i van triar Galeri i Constanci I Clor com els seus cèsars; Constanci fou el pare de Constantí el Gran. Hi ha desacord quant a la identitat d'aquestes estàtues i la ubicació; se suggereix, però, que els governants orientals formen un parell i els occidentals en formen un altre, cadascú amb un "august" major i el "cèsar" menor. Una altra possibilitat menys probable és que els dos augusts estiguen representats en una parella i els dos cèsars en l'altra. Una tercera teoria més antiga és que representassen un grup dinàstic de la Dinastia constantiniana.

## Història
Dioclecià creà una nova forma de govern per a l'Imperi romà, amb una tetrarquia que constava de dos augusts (emperadors majors) i dos cèsars (emperadors menors). L'imperi es dividí en territoris occidentals i orientals, amb un august i un cèsar governant cadascú. Després que Dioclecià i el seu col·lega, Maximià, se'n van enretirar el 305, esclatà una lluita interna entre els tetrarques. El sistema finalment va deixar d'existir al voltant del 313, i tot i que aquesta forma de govern va durar poc, va servir per a separar les funcions de lideratge militar i civil i fou un dels primers exemples de poder equilibrat.
L'obra simbolitza el concepte de tetrarquia, en lloc de donar quatre retrats personals. Cada tetrarca té el mateix aspecte, sense cap característica pròpia, tret que dos, que segurament representen els augusts majors, tenen barba, i dos no, que simbolitzen els cèsars adjunts i successors. El grup es divideix en dues parelles, que s'abracen, la qual cosa uneix augusts i cèsars. L'efecte conjunt dona unitat i estabilitat. L'elecció del material, el dur pòrfir (que procedia d'Egipte), simbolitza una permanència i rigidesa que recorda l'estatuària egípcia. El pòrfir era estrany i costós, difícil d'obtenir en quantitats escultòriques i, per tant, es limitava a l'honor imperial en les escultures.
La seua funció hauria estat semblant a moltes altres representacions de governants en altres ciutats. El primer propòsit era reforçar la idea de força i poder que els tetrarques tenien sobre l'imperi. Açò sembla reflectir-se en el fet que els quatre tetrarques estan armats i vesteixen abillaments militars, una representació inequívoca de poder col·lectiu. Tenir tal imatge en un lloc públic destacat hauria fet que aquests temes estiguessen presents en la ment del poble.

### Constantinoble
La tetrarquia va donar pas a un Imperi romà unit en l'època de Constantí, quan l'emperador va prendre el control de totes dues meitats, est i oest, el 324. Quan Constantí va refundar Bizanci com a "Nova Roma" -Constantinoble- el 328–330, traslladà molts monuments i escultures d'importància històrica o artística a la ciutat. Es desconeix on s'instal·laren originàriament els tetrarques de pòrfir en les seues columnes, però probablement els transportaren des de la seua localització al Palau de Dioclecià de Nicomèdia a Constantinoble. Les columnes i escultures degueren decorar el pòrtic del Capitoli de Constantinoble, que s'obria a una àrea pública en el Mese, al qual la presència de les estàtues abraçades (en grec antic: φιλαδέλφεια, 'amor fratern') sembla que li va donar el nom de Filadelfion.

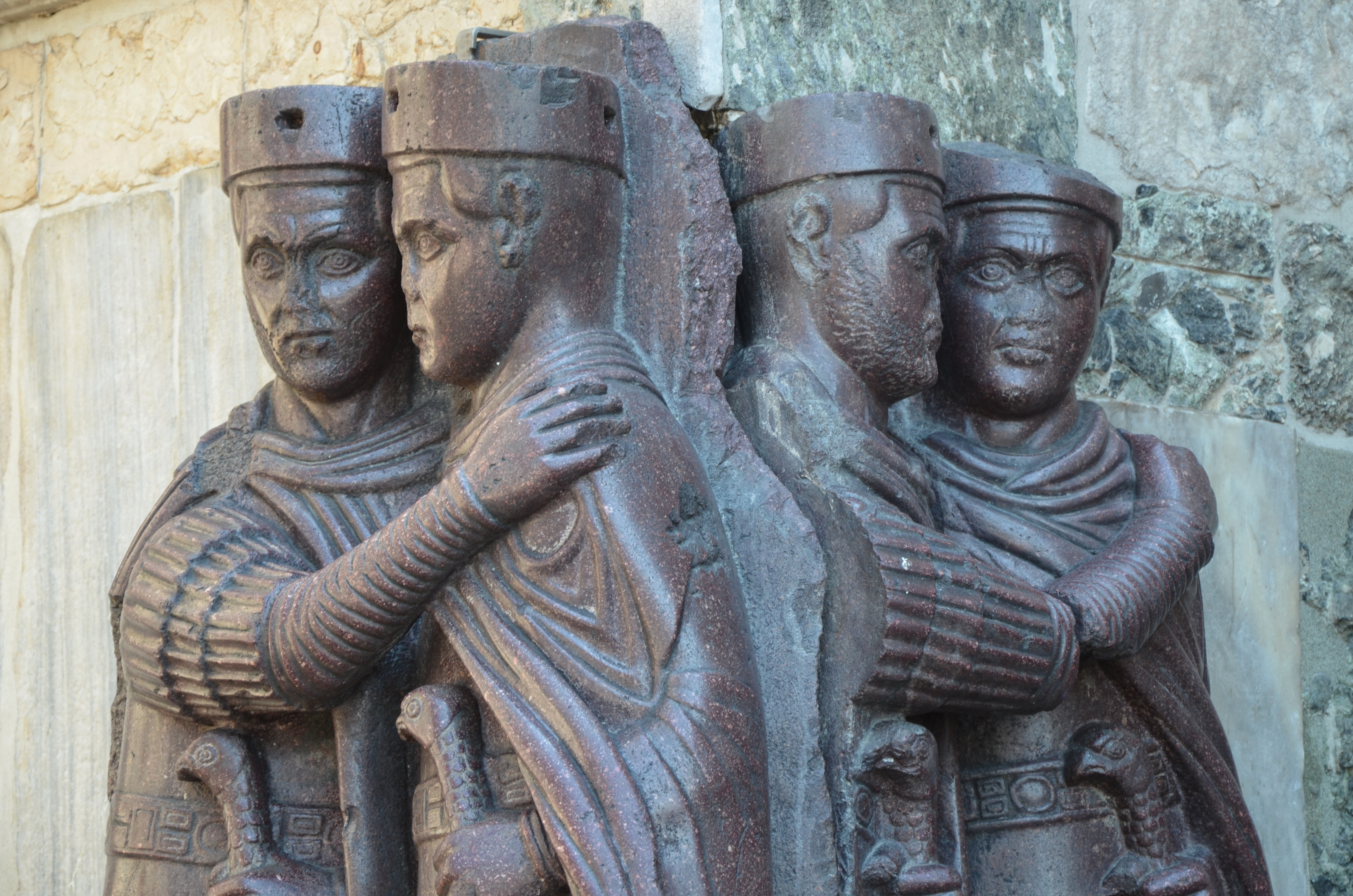
Retrat dels quatre tetrarques (detall de la part superior de les figures)

### Venècia
Els Quatre tetrarques van ser portats pels venecians quan la ciutat fou saquejada durant la Quarta Croada del 1204 i els traslladaren a la Basílica de Sant Marc de Venècia. En la dècada dels 1960, els arqueòlegs van descobrir a Istanbul, a prop de la Mesquita de Bodrum, la part del taló del peu que mancava. Aquesta part és ara al Museu Arqueològic d'Istanbul.

## Estil

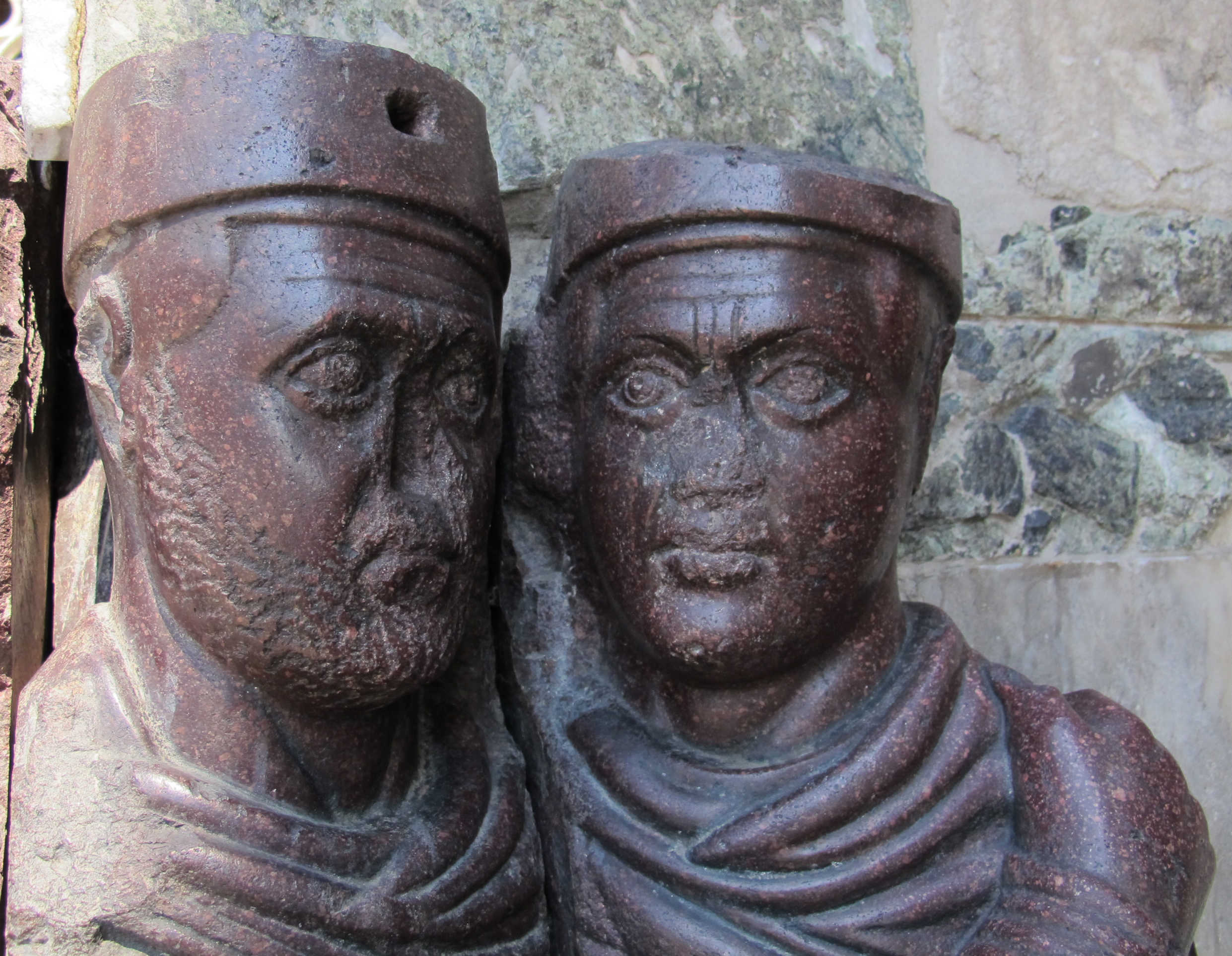
Detall d'una de les parelles

De grandària quasi natural, els governants duen abillament militar d'alt rang, amb capell pannònic, paludamentum, cuirassa i espasa de tipus sassànida, llarga i recta, no ja l'antic gladius curt, amb l'empunyadura en forma de cap d'àguila de Júpiter. Originàriament, les cuirasses i espases eren recobertes de pa d'or i pedres semiprecioses, i els ulls de pasta vítria. Una mà es tanca sobre l'empunyadura i l'altra descansa sobre l'espatla contrària del company, envoltant-lo.
Les figures són fortes i massisses, lluny de la versemblança o l'idealisme de l'art grecoromà anterior. Són rígides i hieràtiques, i la roba n'és estilitzada. Els rostres són repetitius i semblen mirar fixament com en tràngol. Comparant-los amb els relleus una mica posteriors de l'Arc de Constantí de Roma, Ernst Kitzinger troba les mateixes "proporcions rabassudes, moviments angulars, un ordre per la simetria i la repetició i una representació dels trets i els plecs de les teles amb incisions en comptes de modelatge". En assenyalar-ne altres exemples contemporanis, continua: "El segell distintiu de l'estil onsevulla que aparega consisteix en una duresa, pesadesa i angulositat emfàtica; en resum, un rebuig quasi total de la tradició clàssica". En canvi, el periodista i arqueòleg italià Ascanio Modena Altieri considera l'estil clàssic sublimat en un nou corrent que uneix tres elements culturals diferents: grecoromà, barbarcèltic i persa-sassànida, la qual cosa faria del monument no sols un símbol d'atemporalitat i mística de poder, sinó també d'unió visual i cultural entre Orient i Occident, en un marc de solidificació ideal de l'imperi universal de Roma.
Com explicar el que pot semblar un declivi en l'estil i l'execució de l'art de l'Antiguitat tardana ha generat debat: la ruptura de la transmissió d'habilitats artístiques per la interrupció política i econòmica de la crisi del segle III, la influència de l'Est i altres estils regionals preclàssics de tot l'imperi (una visió de Josef Strzygowski (1862-1941), i ara prou descartada), l'aparició en l'art públic d'alt estatus d'un estil "popular" més senzill que l'havien emprat fins llavors els menys rics, un gir ideològic actiu contra el que els estils clàssics havien arribat a representar, i una preferència per veure el món de manera simple i explotar les possibilitats expressives que donava un estil més senzill. Un factor que no en pot ser responsable, com demostren la data i l'origen del Retrat dels quatre tetrarques, és l'ascens del cristianisme al suport oficial, perquè els canvis estilístics el van precedir. Aquest canvi estilístic desembocarà en l'estil romà d'Orient i medieval.

## Material

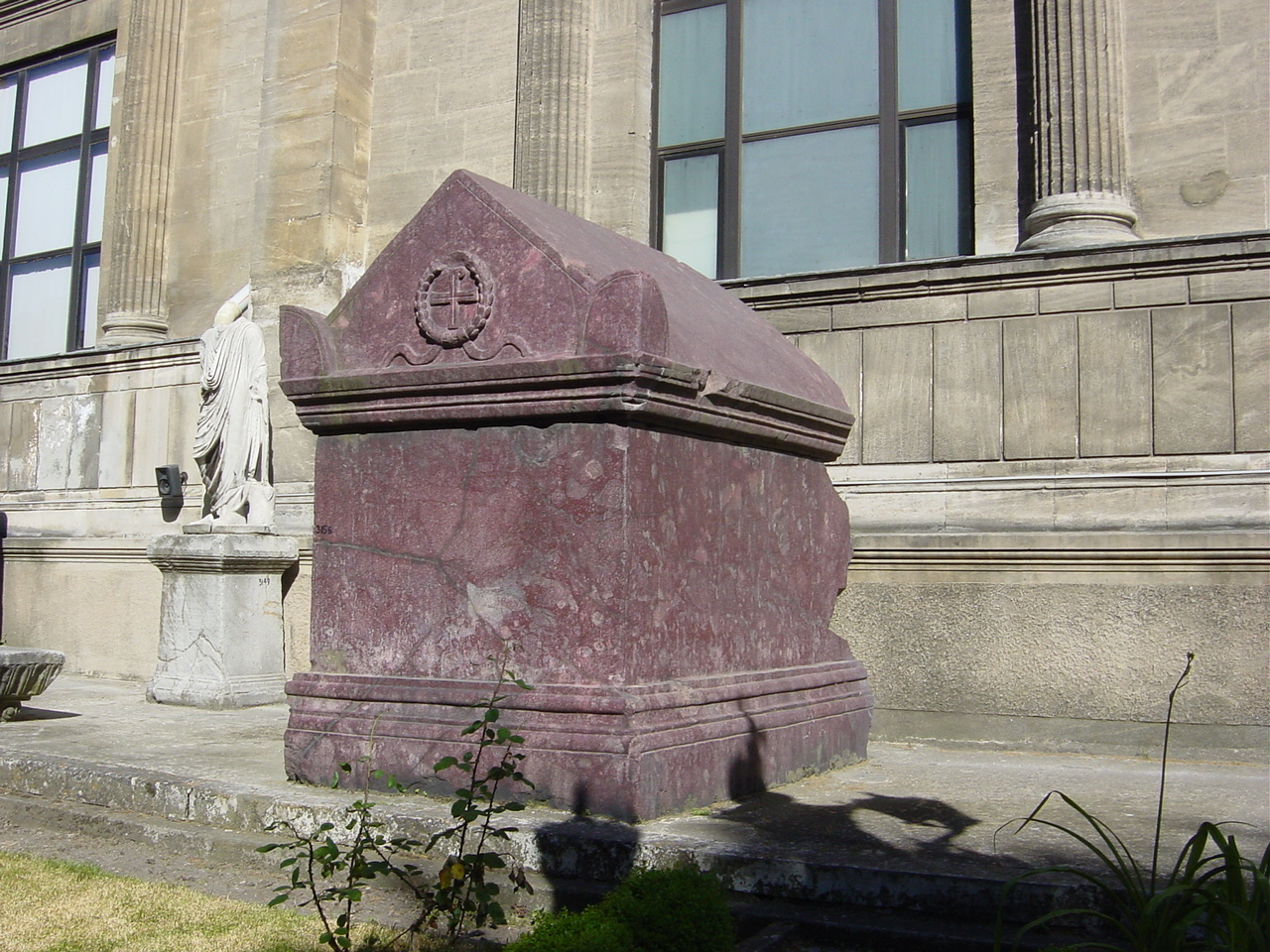
Sarcòfag de pòrfir, Museu Arqueològic d'Istanbul

El pòrfir com a elecció material fou una declaració audaç i específica de la Roma baix imperial. La vivor comparativa del pòrfir amb altres pedres subratllava que aquestes figures no eren ciutadans comuns, sinó de nivell molt superior, fins i tot arribant a l'estat de déus, dignes del respecte que esperaven. El pòrfir feia els emperadors inaccessibles en termes de poder i naturalesa, pertanyents al món dels déus poderosos. Dioclecià va divinitzar la figura imperial a l'estil oriental, mostrant-se no ja com a representant de Júpiter en la terra, sinó com la seua encarnació mateixa, imposant la genuflexió en presència seua.
El pòrfir també reemplaçava les túniques porpres que els emperadors romans empraven per a mostrar el seu estatus, per la seua coloració natural. Igual que el pòrfir, la tela porpra era molt difícil de fabricar, perquè la porpra requeria l'ús de certs caragols marins per al tint. El color en si hauria fet que el públic recordàs com havien de comportar-se davant els emperadors reals, amb un respecte que vorejava l'adoració pels seus autoproclamats déus-reis.

## Context estètic
Igual que els governants grecs, els dirigents romans van manllevar característiques recognoscibles de l'aparença dels seus predecessors. Per exemple, els governants posteriors a Alexandre el Gran van copiar el seu pentinat distintiu i la seua mirada intensa en els seus retrats. Això es practicava per a suggerir la seua semblança amb ells en caràcter i la seua legitimitat per a governar. Aquests afegits ficticis persuadien als seus súbdits que serien un governant tan gran i poderós com ho havia estat l'anterior. Aquest període marcà una clara desviació de les representacions veristes de l'antiga Roma, que es va reflectir en el contrast estilístic. Encara que aquest canvi pot semblar al principi una regressió, era el desenvolupament d'un estil en què el simbolisme triomfava sobre el realisme i l'idealisme.